# Václav Kašpárek
Václav Kašpárek (20. červenec 1898 Protivín – 8. červen 1966 Blovice) byl 17. blovický starosta v letech 1941–1945.
Václav Kašpárek se narodil 20. července 1898 v Protivíně Metoději Kašpárkovi, přednostovi železniční stanice v Protivíně, a Marii rozené Brandlové z Blovic. Jeho bratrem byl Jaromír Kašpárek, který padl v československo-maďarské válce. Po smrti otce v roce 1901 se rodina přestěhovala do Blovic, kde si matka na náměstí zařídila galanterii.
Václav Kašpárek vychodil měšťanskou školu v Blovicích a odmaturoval na obchodní akademii v Plzni. Ihned po ukončení studia byl povolán do armády a až do konce první světové války bojoval na italské frontě. 2. července 1925 se oženil s Marií rozenou Homanovou, s níž měl dvě děti. Po matčině smrti v roce 1934 převzal Václav její galanterii, kterou vlastnil až do roku 1948. Po znárodnění obchodu se stal jeho vedoucím a posléze pracoval v místním výkupu až do roku 1960.
Byl členem Sokola a dlouholetým jednatelem a pokladníkem místního sboru dobrovolných hasičů. Po roce 1945 byl dokonce jeho starostou. V padesátých letech byl okresním hasičským velitelem. V roce 1930 se zúčastnil sokolské výpravy do Jugoslávie, při níž došlo je srážce jugoslávské lodi s italskou. Sám utrpěl těžký úraz, následkem kterého mu musela být amputována levá noha.
Byl členem živnostenské strany a během první republiky zasedal v městské radě. 27. února 1939 se stal II. náměstkem, protože dosavadní I. náměstek Jan Bystřický se po odvolání Petra Hracha stal starostou města. I Bystřický však 8. května 1941 rezignoval a Kašpárek se stal starostou. Jeho mandát byl poznamenán hlavně stále se zhoršující válečnou situací třetí říše.
V květnu 1945 se stal finančním referentem místního RMNV. 7. května byla na náměstí oslava osvobození Blovic americkými vojsky, kdy symbolicky předal starostenskou funkci Petru Hrachovi, poslednímu předválečnému starostovi. Faktickou moc však stále držel předseda RMNV Václav Šterner.
Václav Kašpárek zemřel 8. června 1966 ve věku 67 let.